# انسفالوپاتی کبدی
انسفالوپاتی کبدی (به انگلیسی: Hepatic encephalopathy) یا (به فارسی: رنجوری مغزی-کبدی)   یعنی حالتی که در آن عملکرد مغز به دلیل اختلال در کارکرد کبد دچار مشکل می‌شود. وقتی کبد نتواند مواد سمی مانند آمونیاک را از خون پاک کند، این مواد به مغز می‌رسند و باعث گیجی، فراموشی، تغییر رفتار، خواب‌آلودگی شدید یا حتی کما می‌شوند. این مشکل معمولاً در بیماران دچار بیماری مزمن یا نارسایی شدید کبد دیده می‌شود و اگر زود تشخیص داده نشود، می‌تواند خطرناک باشد.
انسفالوپاتی کبدی طیف وسیعی از اختلالات دستگاه عصبی مرکزی را شامل می‌شود، این اختلال‌ها به دنبال آسیب‌های شدید کبدی، نارسایی‌های کبدی یا ورودی‌های‌های سیاهرگ باب کبدی رخ می‌دهد. علت این اختلال ناتوانی کبد در تولید و دفع اوره از آمونیاک است. آمونیاک بر دستگاه عصبی مرکزی اثر تضعیف‌کننده‌ای دارد. مراحل ابتدایی رنجوری کبدی با علایم کاهش هوشیاری، گیجی و بی‌قراری آغاز شده و در ادامه از دست دادن هوشیاری، تشنج و کُمای غیرقابل برگشت روی می‌دهد.

## علائم و نشانه‌ها
از ابتدایی‌ترین علائم در انسفالوپاتی کبدی می‌توان به تغییر جزئی در فعالیت‌های ذهنی و نیز اختلال حرکتی اشاره نمود. به‌طور کلی بیمار گیج به نظر رسیده و دچار تغییر در رفتار می‌شود. همچنین الگوهای خواب و بیداری در بیمار دچار دگرگونی می‌شوند به‌طوری‌که بیمار در طول روز خواب‌آلود و در شب دچار بی‌قراری و بی‌خوابی می‌شود. از دیگر علایم می‌توان به آستریکسی (لرزش و رعشه در دست) اشاره نمود که بیمار را با کارهای ساده‌ای همچون نوشتن دچار مشکل می‌سازد. میکروگرافی
اولین علامت انسفالوپاتی کبدی تغییر الگوی خواب است سپس با پیشرفت بیماری به ترتیب بیمار دچار اختلال شخصیت و خلق و خو، بی‌قراری و در نهایت کاهش سطح هوشیاری می‌شود.
نارسایی در کارکرد کبد، موجب ناتوانی کبد در دفع سموم می‌شود که می‌تواند منجر به تجمع سموم در مغز و در نتیجه، اختلال در عملکرد حافظه نیز بشود.
رنجوری در کبد اغلب همراه دیگر علائم و نشانه‌های نارسایی کبدی شامل زردی (زرد شدن پوست و سفیدی چشم)، آسیت (تجمع مایع در حفره شکم)، و اِدِم محیطی (تورم پاها به علت تجمع مایع در زیر پوست) رخ می‌دهد. در مراحل ابتدایی رفلکس‌های وتری در زردپی بیمار بیش‌فعال بوده و پس از مدتی این رفلکس‌ها ناپدید می‌شوند.

## ملاحظات دارویی
در انسفالوپاتی پورتوسیستمیک یا کبدی، تجویز داروهای مخدر و آرام‌بخش خطرناک و ممنوع است.